# Skörheten
Skörheten är en svensk dokumentärfilm från 2016 av regissören Ahang Bashi, producerad av David Herdies. Filmen gick upp på svenska biografer den 16 september 2016. Erika Hallhagen skrev i SvD: ”Alla, precis alla, bör se den här filmen”. 
Skörheten är nominerad till en Guldbagge för Bästa Film 2016.

## Priser och nomineringar
- Tempo Dokumentärfestival 2016 – nominerad till Tempo Documentary Award[3]
- Guldbagge 2016 – nominerad i kategorin Bästa Film[4]
- Nöjesguidens Stockholmspris 2016 - vinnare i kategorin Bästa Media[5]